# Lijst van rijksmonumenten in Ommen (gemeente)
De gemeente Ommen telt 105 inschrijvingen in het rijksmonumentenregister. Hieronder een overzicht. 

## Archem
De plaats Archem telt 12 inschrijvingen in het rijksmonumentenregister. Zie Lijst van rijksmonumenten in Archem voor een overzicht.

## Arriën
De plaats Arriën telt 5 inschrijvingen in het rijksmonumentenregister.
| Object | Oorspronkelijke functie? | Bouwjaar | Architect | Locatie        | Coördinaten?                  | Nr.?  | Afbeelding                                                   |
| --- | ------------------------ | -------- | --------- | -------------- | ----------------------------- | ----- | ------------------------------------------------------------ |
| Houten schuur onder met riet gedekt schilddak | Opslag                   |          |           | Brinkweg 1     | 52° 31' 35" NB, 6° 26' 48" OL | 31488 | Meer afbeeldingen                                            |
| Boerderij onder met riet en pannen gedekt afgewolfd zadeldak | Boerderij                | 1870     |           | Coevorderweg 1 | 52° 31' 36" NB, 6° 26' 52" OL | 31490 | Boerderij onder met riet en pannen gedekt afgewolfd zadeldak |
| Boerderijtje onder afgewolfd rieten zadeldak | Boerderij                | 19e eeuw |           | Coevorderweg 2 | 52° 31' 35" NB, 6° 26' 55" OL | 31491 | Boerderijtje onder afgewolfd rieten zadeldak                 |
| Boerderij onder afgewolfd rieten zadeldak | Boerderij                | 19e eeuw |           | Ridderinkweg 2 | 52° 31' 32" NB, 6° 26' 57" OL | 31492 | Meer afbeeldingen                                            |
| Fraai complex, bestaande uit een L-vormige boerderij onder afgewolfd zadeldak, een houten schuur met rieten schilddak en ingangen in de lange zijde en een houten schapenschot onder rieten schilddak | Boerderij                | 19e eeuw |           | Ridderinkweg 4 | 52° 31' 35" NB, 6° 27' 3" OL  | 31493 | Meer afbeeldingen                                            |

## Beerze
De plaats Beerze telt 9 inschrijvingen in het rijksmonumentenregister. Zie Lijst van rijksmonumenten in Beerze voor een overzicht.

## Eerde
De plaats Eerde telt 24 inschrijvingen in het rijksmonumentenregister.Zie Lijst van rijksmonumenten in Eerde (Overijssel) voor een overzicht.

## Junne
De plaats Junne telt 2 inschrijvingen in het rijksmonumentenregister.
| Object | Oorspronkelijke functie? | Bouwjaar | Architect | Locatie     | Coördinaten?                  | Nr.?  | Afbeelding        |
| --- | ------------------------ | -------- | --------- | ----------- | ----------------------------- | ----- | ----------------- |
| Boerderij | Boerderij                |          |           | Dieselweg 1 | 52° 30' 47" NB, 6° 28' 51" OL | 31495 | Meer afbeeldingen |
| Boerderij onder met riet gedekt schilddak. Onderschoer. Voorgevel met een 12-ruitskozijn met luiken behangen. Twee kleine ramen. Gesloten deur met bovenlicht. Pui met haalboom | Boerderij                |          |           | Junnerweg 7 | 52° 31' 23" NB, 6° 29' 31" OL | 31487 | Meer afbeeldingen |

## Lemele
De plaats Lemele telt 1 inschrijving in het rijksmonumentenregister.
| Object | Oorspronkelijke functie? | Bouwjaar | Architect | Locatie                | Coördinaten?                  | Nr.?  | Afbeelding |
| --- | ------------------------ | -------- | --------- | ---------------------- | ----------------------------- | ----- | --- |
| Houten schaapskooischuur. Inrit met kopgevel, met riet gedekt schilddak. In de zijgevel gedeeltelijk gedekt met pannen. In 2022 afgebroken en nieuw opgebouwd tussen de 2 nabijgelegen woningen. | Opslag                   |          |           | Bulemansteeg 3, Lemele | 52° 27' 13" NB, 6° 25' 10" OL | 31496 | Houten schaapskooischuur. Inrit met kopgevel, met riet gedekt schilddak. In de zijgevel gedeeltelijk gedekt met pannen. In 2022 afgebroken en nieuw opgebouwd tussen de 2 nabijgelegen woningen. |

## Ommen
De plaats Ommen telt 20 inschrijvingen in het rijksmonumentenregister. Zie Lijst van rijksmonumenten in Ommen (plaats) voor een overzicht.

## Ommerschans
De plaats Ommerschans telt 3 inschrijvingen in het rijksmonumentenregister.
| Object                                                                                                  | Oorspronkelijke functie? | Bouwjaar           | Architect | Locatie          | Coördinaten?                  | Nr.?   | Afbeelding                                                                                              |
| --- | ------------------------ | ------------------ | --------- | ---------------- | ----------------------------- | ------ | --- |
| Ommerschans                                                                                             | Open verdedigingswerk    | 1623-1628          |           | Balkerweg bij 75 | 52° 35' 13" NB, 6° 23' 39" OL | 31485  | Meer afbeeldingen                                                                                       |
| IJskelder gelegen in een bosschage bij de Ommerschans, nu in gebruik als aardappelkelder, bij Veldzicht | Tuin, park en plantsoen  | ca. 1819           |           | Balkerweg bij 80 | 52° 35' 18" NB, 6° 23' 24" OL | 508606 | IJskelder gelegen in een bosschage bij de Ommerschans, nu in gebruik als aardappelkelder, bij Veldzicht |
| Ommerschans                                                                                             | Woonhuis                 | 1835 (gedenksteen) |           | Balkerweg 84     | 52° 35' 24" NB, 6° 23' 32" OL | 31459  | Meer afbeeldingen                                                                                       |

## Stegeren
De plaats Stegeren telt 1 inschrijving in het rijksmonumentenregister.
| Object                                                                             | Oorspronkelijke functie? | Bouwjaar          | Architect | Locatie                 | Coördinaten?                  | Nr.?  | Afbeelding        |
| ---------------------------------------------------------------------------------- | ------------------------ | ----------------- | --------- | ----------------------- | ----------------------------- | ----- | ----------------- |
| Keuterboerderijtje, opgetrokken uit donkere baksteen en gedekt door rieten wolfdak | Boerderij                | 1853 (gevelsteen) |           | Karshoekweg 2, Stegeren | 52° 31' 53" NB, 6° 30' 45" OL | 31473 | Meer afbeeldingen |

## Varsen
De plaats Varsen telt 2 inschrijvingen in het rijksmonumentenregister.
| Object                                            | Oorspronkelijke functie? | Bouwjaar | Architect | Locatie        | Coördinaten?                  | Nr.?  | Afbeelding        |
| ------------------------------------------------- | ------------------------ | -------- | --------- | -------------- | ----------------------------- | ----- | ----------------- |
| Houten wagenloodsschuur met riet gedekt schilddak | Opslag                   |          |           | Varsenerweg 11 | 52° 31' 21" NB, 6° 23' 2" OL  | 31498 | Meer afbeeldingen |
| Houten wagenloodsschuur met riet gedekt schilddak | Opslag                   |          |           | Varsenerweg 14 | 52° 31' 29" NB, 6° 22' 46" OL | 31499 | Meer afbeeldingen |

## Vilsteren
De plaats Vilsteren telt 20 inschrijvingen in het rijksmonumentenregister. Zie Lijst van rijksmonumenten in Vilsteren voor een overzicht.

## Witharen
De plaats Witharen telt 3 inschrijvingen in het rijksmonumentenregister.
| Object | Oorspronkelijke functie? | Bouwjaar  | Architect | Locatie      | Coördinaten?                  | Nr.?   | Afbeelding        |
| --- | ------------------------ | --------- | --------- | ------------ | ----------------------------- | ------ | ----------------- |
| Boerderij opgetrokken in rode machinale baksteen onder een met rode hollandse pannen gedekt samengesteld dak | Boerderij                | 1850-1880 |           | Balkerweg 60 | 52° 33' 46" NB, 6° 23' 43" OL | 508597 | Meer afbeeldingen |
| Bakhuis opgetrokken in baksteen onder een met grijze muldenpannen gedekt zadeldak                            | Boerderij                | 1850-1900 |           | Balkerweg 60 | 52° 33' 46" NB, 6° 23' 43" OL | 508598 | Meer afbeeldingen |
| Schuur met gepotdekselde wanden onder een met grijze muldenpannen gedekt schilddak                           | Boerderij                | 1850-1900 |           | Balkerweg 60 | 52° 33' 46" NB, 6° 23' 43" OL | 508599 | Meer afbeeldingen |

## Zeesse
De plaats Zeesse telt 3 inschrijvingen in het rijksmonumentenregister.
| Object                                                                                        | Oorspronkelijke functie? | Bouwjaar | Architect | Locatie      | Coördinaten?                  | Nr.?   | Afbeelding                                                                                    |
| --------------------------------------------------------------------------------------------- | ------------------------ | -------- | --------- | ------------ | ----------------------------- | ------ | --------------------------------------------------------------------------------------------- |
| Boerderij opgetrokken in rode machinale baksteen onder een rietgedekt zadeldak met nokvorsten | Boerderij                | 1880     |           | Beerzerweg 3 | 52° 30' 40" NB, 6° 26' 23" OL | 508575 | Boerderij opgetrokken in rode machinale baksteen onder een rietgedekt zadeldak met nokvorsten |
| Schuur                                                                                        | Boerderij                | 1880     |           | Beerzerweg 3 | 52° 30' 40" NB, 6° 26' 23" OL | 508576 | Upload foto                                                                                   |
| Twee vijfroedige hooibergen onder een rietgedekt tentdak met pluim                            | Boerderij                | 1880     |           | Beerzerweg 3 | 52° 30' 40" NB, 6° 26' 23" OL | 508577 | Twee vijfroedige hooibergen onder een rietgedekt tentdak met pluim                            |

Almelo ·
Borne ·
Dalfsen ·
Deventer ·
Dinkelland ·
Enschede ·
Haaksbergen ·
Hardenberg ·
Hellendoorn ·
Hengelo ·
Hof van Twente ·
Kampen ·
Losser ·
Oldenzaal ·
Olst-Wijhe ·
Ommen ·
Raalte ·
Rijssen-Holten ·
Staphorst ·
Steenwijkerland ·
Tubbergen ·
Twenterand ·
Wierden ·
Zwartewaterland ·
Zwolle